# Poncho Sanchez

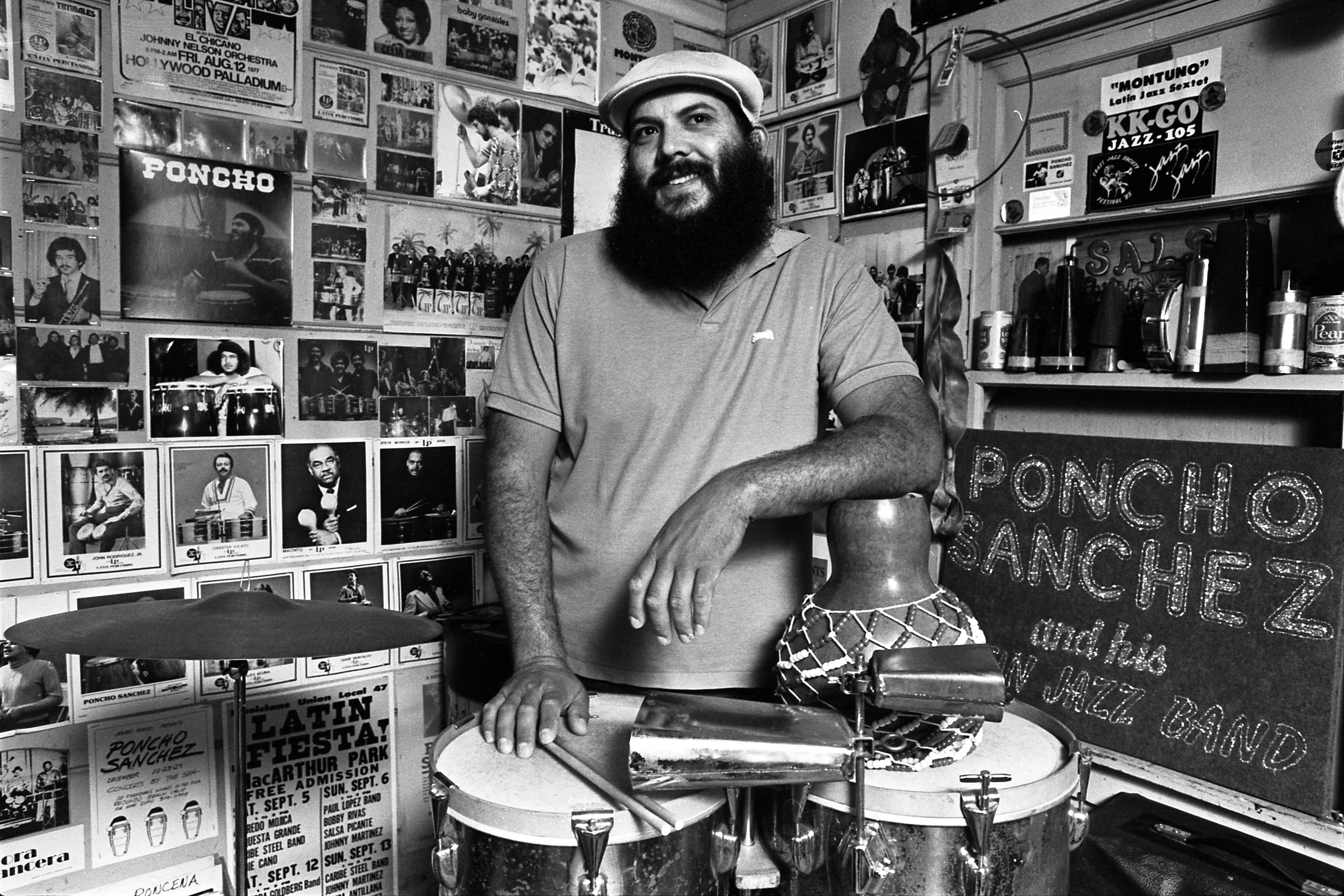
Poncho Sanchez (1986)

Ildefonso („Pablo“) Sánchez (* 30. Oktober 1951 in Laredo, Texas), Sohn von Mexikanern, ist ein US-amerikanischer Latin-Jazz-Musiker, Salsa-Sänger, Orchesterleiter und Perkussionist, insbesondere Congaspieler (Conguero).

## Leben
Sanchez ist Sohn von Mexikanern (seine Mutter stammt aus Nuevo León, der Vater aus Jalisco) und das jüngste von elf Geschwistern. Er wuchs in Norwalk (Kalifornien) auf. Komplett autodidaktisch lernte er als Kind zunächst Gitarre zu spielen, sowie Flöte, Schlagzeug und Timbales. Später kam er zum Gesang. Die Congas waren bereits in seiner Jugend das Hauptinstrument.
Im Jahr 1975, im Alter von 23 Jahren, wurde er von dem Vibraphonisten Cal Tjader eingeladen, bei dessen Band mitzuspielen. Sanchez spielte in der Band bis 1982 als Conguero.
Sein Ensemble gewann bei den Grammy Awards 2000 den Preis in der Kategorie Best Latin Jazz Album für Latin Soul (erschienen bei Concord Picante).
Sanchez trat mit vielen Jazz-Größen wie Cal Tjader, Mongo Santamaría, Hugh Masekela, Clare Fischer und Tower of Power auf. Er gilt als ein bedeutender Perkussionist Amerikas.

## Diskografie

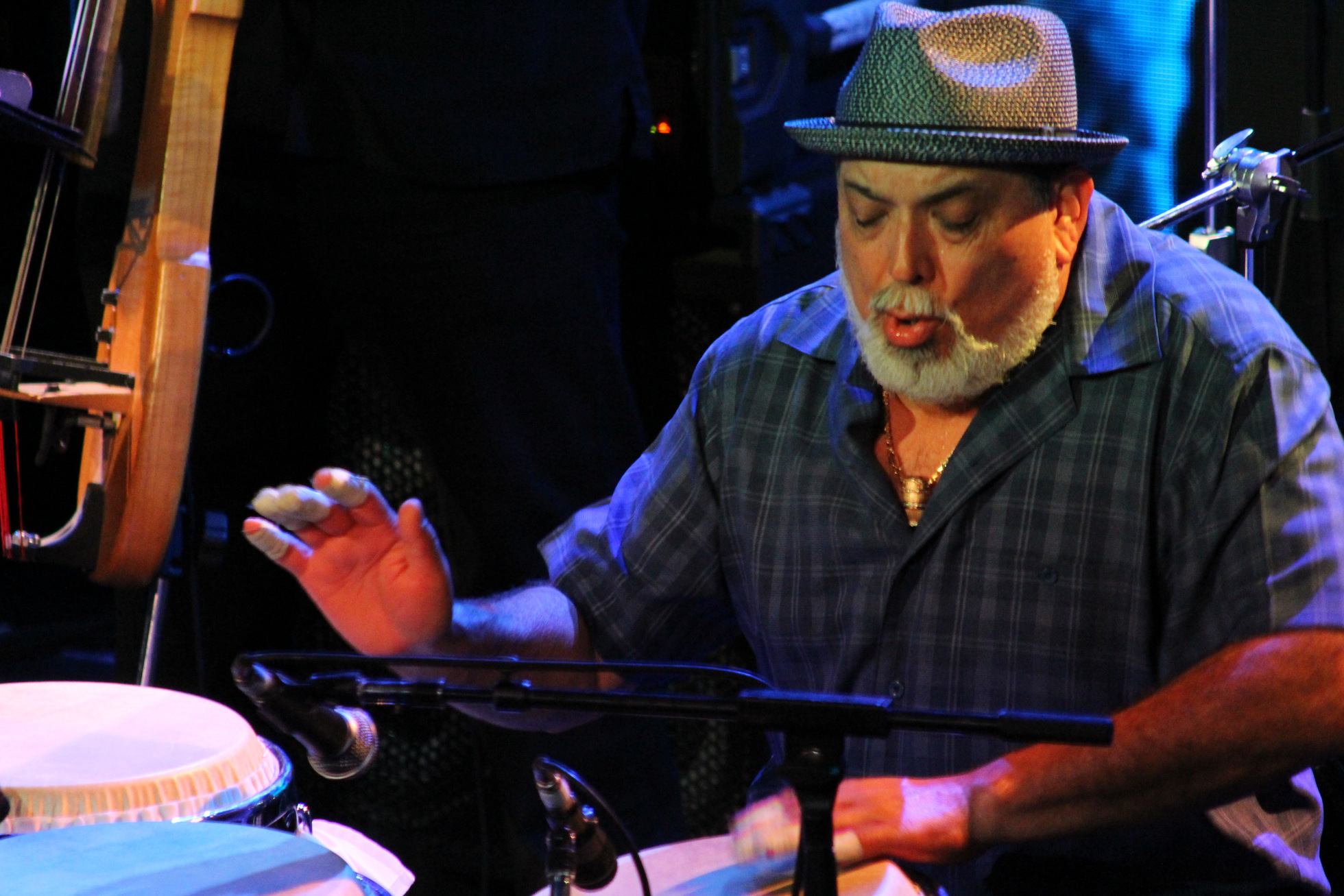
Poncho Sanchez bei einem Auftritt 2014

Sanchez hat 19 Alben bei Concord verlegt:
- Sonando – 1982
- Baila Mi Gente: Salsa! – 1982
- Bien Sabroso – 1983
- El Conguero – 1985
- Papa Gato – 1986
- Fuerte – 1987
- La Familia – 1988
- Chile Con Soul – 1989
- A Night At Kimball’s East – 1990
- Bailar – 1990
- Cambios – 1990
- El Mejor – 1992
- Para Todos – 1993
- Soul Sauce – 1995
- Conga Blue – 1995
- Freedom Sound – 1997
- Afro-Cuban Fantasy – 1998
- Latin Soul – 1999
- Poncho Sanchez – The Concord Jazz Heritage Series – 2000
- Soul of the Conga – 2000
- Latin Spirits – 2001
- Ultimate Latin Dance Party – 2002
- Instant Party: Poncho Sanchez – 2004
- Poncho at Montreux – 2004
- Out of Sight – 2004
- Do It! – 2005
- Raise Your Hand – 2007
- Psychedelic Blues – 2009
- Chano Y Dizzy! – 2011
- Live in Hollywood – 2012